# Nonaspe
Nonaspe è un comune spagnolo di 1 024 abitanti situato nella comunità autonoma dell'Aragona.
Appartiene alla cosiddetta Frangia d'Aragona. La lingua più diffusa in paese è da sempre, una variante occidentale del catalano. Il paese si trova all'incrocio dei fiumi Algàs e Matarraña.

## Monumenti e luoghi d'interesse

### Architetture religiose
Tra le sponde dei due fiumi è situata la chiesa della Vergine delle Due Acque, in stile barocco, risalente al XVII secolo; nel 1784 la chiesa venne sommersa da un'alluvione.

## Collegamenti esterni

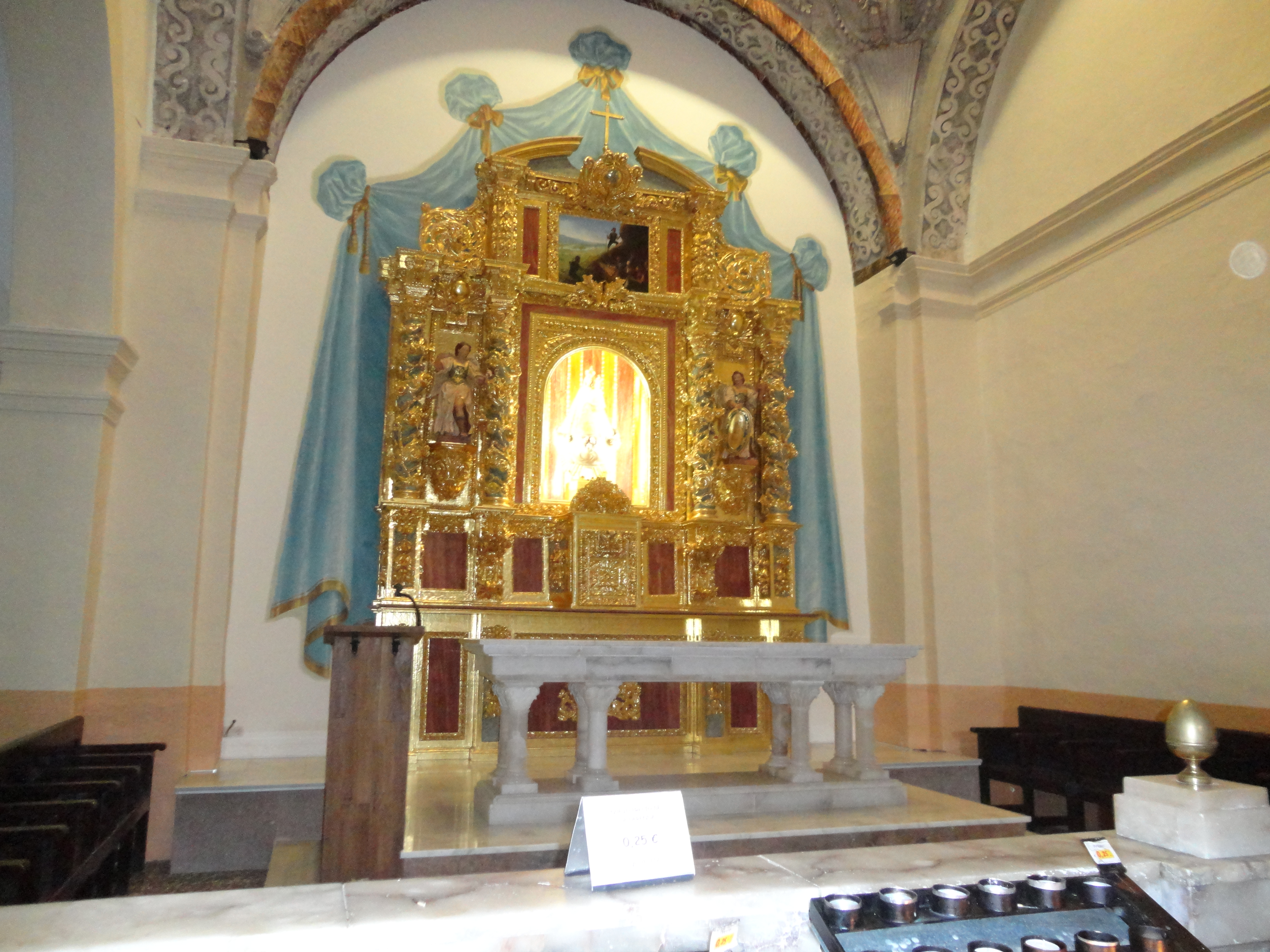
Altare della Vergine delle due Acque